# فنلاند در المپیک تابستانی ۲۰۱۲

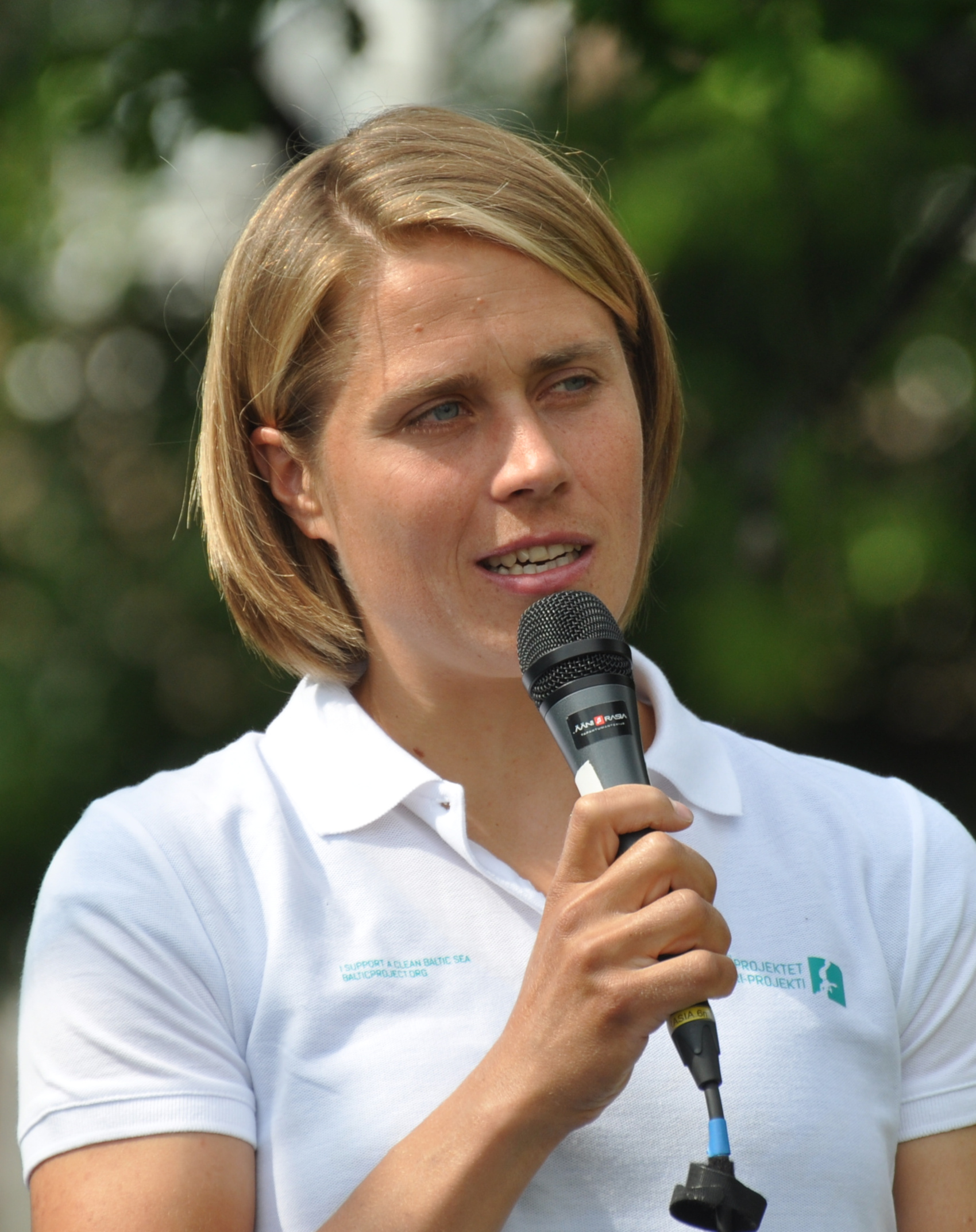
قایق ران فنلاند Tuuli Petäjä-Sirén (۲۰۱۵)

فنلاند در بازی‌های المپیک تابستانی ۲۰۱۲ که در شهر لندن بریتانیای کبیر برگزار شد، کاروان فنلاند با ۵۶ ورزشکار در این رقابت‌ها شرکت کرد و موفق به کسب ۳ مدال (۰ طلا، ۱ نقره، ۲ برنز) شد. در جدول رتبه‌بندی توزیع مدال‌ها، فنلاند در ردهٔ ۶۰ مسابقات قرار گرفت.